# Marano Ticino
Marano Ticino (Marèn in piemontese, Marön in lombardo) è un comune italiano di 1 595 abitanti della provincia di Novara in Piemonte.

## Geografia fisica
Marano Ticino è un comune del Parco Naturale della Valle del Ticino situato lungo le sponde del fiume Ticino in un territorio con differenze di altitudine non molto accentuate. Il comune è situato nella parte settentrionale della Pianura Padana e si colloca nella zona centro-orientale della provincia di Novara, al confine con la Lombardia e la provincia di Varese.

## Origine del nome
Il centro abitato è di probabile origine romana e ciò lo si può desumere dal toponimo: Marano, infatti, deriva da "Maranus" e significa "Territorio di Mario".   Dopo l'Unità d'Italia, nel 1862 il nome del paese da Marano divenne Marano Ticino con decreto regio di Vittorio Emanuele II.

## Storia
Inizialmente appartenuta al Comitato di Pombia, dal 1152 Marano Ticino passò ai Signori Da Castello. Il territorio, poi, passò sotto il controllo del Comune di Novara con la pace di Buccione.
Dal 1301, tuttavia, il centro abitato venne occupato dalla famiglia dei Visconti e dei Barbavara (questi ultimi restarono titolari di numerosi possedimenti fino XVII secolo); dopo oltre un secolo, nel 1436, Filippo Maria Visconti affidò Marano Ticino ai Castiglioni che, nel 1580, vennero ufficialmente riconosciuti quali unici signori di Marano Ticino.
Nel Settecento, poi, i Castiglioni rimasero i feudatari di Marano e i loro possedimenti passarono ai conti Carena-Castiglioni fino all'inizio del novecento.

## Monumenti e luoghi d'interesse

### Chiesa di San Giovanni Battista
La chiesa di San Giovanni Battista venne costruita nel XVII secolo, mentre l'adiacente campanile è più recente, essendo stato eretto nell'Ottocento.

### Chiesa di San Pietro
Collocata nel settore est dell'abitato, in posizione leggermente decentrata rispetto all'attuale centro, fino al 1847 è la chiesa parrocchiale di Marano.

### Villa Castiglioni Ostini (ex castello)
La villa è un rifacimento settecentesco del vecchio castello risalente al 1260, del quale ormai rimangono le tracce della cortina muraria e di una torre d'ingresso merlata. Passata nella seconda metà del seicento dai Barbavara ai Castiglioni, di recente è diventata proprietà comunale.

### Parco Naturale della Valle del Ticino
Marano Ticino è uno degli undici Comuni della fascia fluviale che, insieme alla Provincia di Novara, costituisce il Consorzio Piemontese Parco Naturale "Valle Ticino", istituito il 21 agosto 1978 dalla Regione Piemonte.

## Società

### Evoluzione demografica
Abitanti censiti

## Amministrazione
Di seguito è presentata una tabella relativa alle amministrazioni che si sono succedute in questo comune.
| Periodo        | Periodo        | Primo cittadino     | Partito                    | Carica  | Note   |
| -------------- | -------------- | ------------------- | -------------------------- | ------- | ------ |
| 5 giugno 1985  | 27 giugno 1990 | Franco Merli        | Democrazia Cristiana       | Sindaco | [ 11 ] |
| 27 giugno 1990 | 24 aprile 1995 | Franco Merli        | Democrazia Cristiana       | Sindaco | [ 11 ] |
| 24 aprile 1995 | 14 giugno 1999 | Franco Merli        | centro                     | Sindaco | [ 11 ] |
| 14 giugno 1999 | 14 giugno 2004 | Franco Merli        | centro                     | Sindaco | [ 11 ] |
| 14 giugno 2004 | 8 giugno 2009  | Anna Maria Imarisio | lista civica               | Sindaco | [ 11 ] |
| 8 giugno 2009  | 26 maggio 2014 | Franco Merli        | lista civica               | Sindaco | [ 11 ] |
| 26 maggio 2014 | 27 maggio 2019 | Franco Merli        | lista civica La tua Marano | Sindaco | [ 11 ] |
| 27 maggio 2019 | in carica      | Franco Merli        | lista civica La tua Marano | Sindaco | [ 11 ] |

## Economia
La porzione di territorio rivolta a ovest è formata da colline moreniche che da sempre ben si prestano alla coltivazione della vite. Si pratica anche la pesca e l’allevamento di bovini, suini e avicoli.